# Ginette Kolinka
Pour les articles homonymes, voir Kolinka et Cherkasky.
Ginette Kolinka, née Cherkasky le 4 février 1925 à Paris 11e, est une survivante du camp de concentration et d'extermination d'Auschwitz-Birkenau et, à partir des années 2000, passeuse de mémoire de la Shoah.

## Biographie

### Famille et origines
Ginette Cherkasky naît le 4 février 1925 dans une famille juive athée. Elle a cinq sœurs aînées et un frère cadet, Gilbert, né le 15 juillet 1931.
Son père, Léon Cherkasky, d’origine ukrainienne, né à Paris le 10 août 1883, est tailleur et dirigeant d’un petit atelier de fabrication d’imperméables dans le quartier du Faubourg du Temple. Sa mère, Berthe Fairstin, née le 23 juin 1889 à Pitești en Roumanie, est femme au foyer.
Dans les années 1950, elle se marie avec Albert Kolinka (1913-1993), avec qui elle a un fils Richard Kolinka, batteur du groupe de musique Téléphone, dont les premières répétitions du 2 au 11 novembre 1976 se dérouleront dans sa cave. Elle est la grand-mère de l'acteur Roman Kolinka (fils de Richard).
Jusqu'aux années 90, elle est marchande foraine au marché de la Porte de la Villette à Aubervilliers.

### Enfance et déportation
Elle passe sa petite enfance dans le 11e arrondissement de Paris puis à Aubervilliers avec ses parents, ses cinq sœurs et son frère,,.
La Seconde Guerre mondiale bouleverse sa famille quand son oncle et son beau-frère sont arrêtés en 1941. 
En juillet 1942, sa famille fuit son domicile en raison de son arrestation imminente ; la cause, on accuse une de ses sœurs de cacher un individu communiste. Ils rejoignent alors la zone libre, non occupée par les Allemands, et trouvent refuge à Avignon (Vaucluse).
Le 13 mars 1944, à dix-neuf ans, elle est arrêtée avec son père, Léon Cherkasky, son jeune frère de douze ans, Gilbert Cherkasky, et son neveu de quatorze ans, Georges Marcou, par la Gestapo à la suite d'une dénonciation. Sa mère, malade, se reposait à l'étage. On ne sait pas pourquoi les agents de la Gestapo ne sont pas montés.  D'abord incarcérée à la prison d'Avignon puis à celle des Baumettes, la famille est ensuite internée au camp de Drancy. Un mois plus tard, la famille est déportée par le convoi no 71 du 13 avril 1944 en direction du camp d'Auschwitz-Birkenau. C'est le même convoi que Simone Veil. Dès l'arrivée du train, son père ainsi que son frère sont gazés. Ginette, quant à elle, est sélectionnée pour le travail et rejoint le camp des femmes. Son neveu, faisant plus âgé, est également sélectionné. À la fin de la guerre, Ginette Kolinka apprendra sa mort dans les camps.
D'octobre 1944 à avril 1945, elle connaît un parcours marqué par son passage dans les camps de Bergen-Belsen et de Theresienstadt. Au camp de Bergen-Belsen, elle travaille dans une usine de pièces d'aviation. Elle contracte le typhus durant cette période. En mai 1945, elle change de camp mais, à son arrivée, le camp est libéré, et elle est donc accueillie par les Alliés et rapatriée à Lyon avant de rejoindre Paris le 6 juin 1945 pour retrouver les membres de sa famille qui ont survécu : sa mère et quatre de ses cinq sœurs.

### Témoin de la Shoah
Pendant quarante ans, elle tient un étal de bonneterie sur un marché d’Aubervilliers avec son mari. Longtemps, elle ne souhaite pas transmettre son histoire et l'horreur de la Shoah en disant qu'elle ne veut pas « ennuyer les gens ». Mais peu à peu l'envie de parler lui vient. Au début des années 2000, veuve, elle pousse la porte d’une association d’anciens déportés. Ginette Kolinka devient une ambassadrice de la mémoire qui sillonne la France pour raconter son vécu aux jeunes générations. Elle va d’établissement en établissement scolaire pour parler de la Shoah et sensibiliser les jeunes à cela.
Elle est l'une des participantes du documentaire Les copines de Birkenau (2024).
Dans le cadre des élections législatives françaises de 2024, Serge Klarsfeld déclare que s'il était confronté à un duel entre La France insoumise et le Rassemblement national, il voterait, « sans hésitation », pour le candidat RN, et nie l'actuel antisémitisme d'extrême droite en continuum avec le fascisme historique, accusant ce qu'il classe à l'extrême gauche d'être actuellement véritablement antisémite en revanche. Il est fortement critiqué par Ginette Kolinka, qui lui répond notamment que c'est bien en raison de la présence de l'extrême droite au pouvoir qu'elle a été déportée, témoignant de son inquiétude et de son incompréhension face à ce point de vue politique, tout en exprimant dans le cadre de ses engagements mémoriels qu'elle regrette l'oubli de l'histoire, sa déformation et la recrudescence des comportements antisémites en rapport avec le conflit israélo-palestinien. Elle ne croit pas dans ce contexte que l'extrême droite puisse jamais sincèrement défendre les Juifs et être plus ouverte que le camp progressiste.

## Distinctions
- Officier de la Légion d'honneur
- Commandeur de l'ordre national du Mérite[22]
- Commandeur de l'ordre des Palmes académiques
- Commandeur de l'ordre des Arts et des Lettres (2024)[23]

Le 2 avril 2010, Ginette Kolinka est nommée au grade de chevalier dans l'ordre national de la Légion d'honneur au titre de « ancienne commerçante, membre du conseil d'administration d'une association ; 63 ans d'activités professionnelles et associatives » puis promue au grade d'officier du même ordre le 31 décembre 2018 au titre de « ancienne déportée œuvrant au devoir de mémoire ».
Ginette Kolinka est élevée au grade de commandeur dans l'ordre des Palmes académiques par la ministre de l’Éducation nationale, de l’Enseignement supérieur et de la Recherche Najat Vallaud-Belkacem le 27 janvier 2016.
Ginette Kolinka a reçu la médaille de citoyenne d'honneur de la Ville de Roanne le 7 mars 2023. Une rue porte son nom dans le centre-ville de la commune.
Le 4 juillet 2024, le Conseil départemental de la Haute-Garonne a attribué au nouveau collège de Seysses le nom de « Ginette Kolinka ».

## Publications
- Ginette Kolinka avec Marion Ruggieri, Retour à Birkenau, Paris, Grasset, 2019, 112 p. (ISBN 978-2-246-82070-3)[28]
- Ginette Kolinka avec Marion Ruggieri, Une vie heureuse, Paris, Grasset, 2023, 96 p. (ISBN 978-2-246-83238-6)[29]

## Adaptation
- Retour à Birkenau de Ginette Kolinka et Marion Ruggieri, adaptation théâtrale par la compagnie A ContraTempo dans une mise en scène d'Emily Lombi, avec Capucine Derval dans le rôle de Ginette Kolinka.
- Ginette Kolinka d´Aurore d'Hondt, BD sur la vie de Ginette Kolinka, éd Des ronds dans l'O - 2023.
- Adieu Birkenau : Une survivante d'Auschwitz raconte, Ginette Kolinka, Jean-David Morvan, Victor Matet, Efa, Cesc, Roger Sole,  (EAN 9782226465269), Albin Michel, 2023.